# Ironsides
Als Ironsides  wurden die Angehörigen der leichten Kavallerietruppe bezeichnet, die während des Englischen Bürgerkriegs von Oliver Cromwell aufgestellt wurde und auf der Seite des Parlaments gegen die Royalisten kämpfte. Die Bezeichnung Eisenseiten, treffender die Eisenharten für diese Arkebusierreiter, geht auf einen Spitznamen Cromwells zurück (Old Ironsides).

## Vorgeschichte
Zu Beginn des Bürgerkriegs 1642 mussten die Streitkräfte des Parlaments einige Niederlagen gegen die Truppen König Karls I. hinnehmen. Cromwell führte dies vor allem auf ihre schlechte Führung zurück. Nach der Niederlage in der Schlacht bei Edgehill schrieb er an einen Kollegen im Unterhaus:

„Was wir brauchen, sind neue Regimenter. Der Grund, warum unsere Truppen nicht standgehalten haben, ist, dass es ihnen an Kampfgeist gemangelt hat. Ihr müsst Leute von feurigem Eifer zusammenbringen, von einem Eifer, der bis zum letzten geht, oder ihr werdet immer wieder geschlagen werden – dessen bin ich gewiss.“

## Aufstellung und Besonderheit der Truppe
1643 ging Cromwell daran, selbst eine Reitertruppe aus solchen Leuten aufzubauen. Sie wurde erstens gut ausgebildet und ausgerüstet und setzte sich zweitens fast nur aus gläubigen Puritanern zusammen, aus Männern, die nicht für Geld, sondern aus Überzeugung für ihre Sache kämpften. Zum Dritten wurden die Offiziersstellen ausschließlich nach Verdienst und Fähigkeiten besetzt, so dass z. B. auch einfache Handwerker zu Befehlshabern aufsteigen konnten.
Auch dazu äußerte sich Cromwell gegenüber dem Parlament:

„Ich beschwöre Euch, passt gut auf, wen Ihr zu Reiterhauptleuten macht. Sucht anständige Männer aus und anständige Männer werden ihnen folgen.“

Die Ironsides waren bald für ihre Disziplin – auch gegenüber der Zivilbevölkerung – bekannt, und dank ihrer Kampfkraft wurden sie als Elitetruppe für das  Parlament schnell unentbehrlich.

## Siege im Bürgerkrieg
Die „gottselige Partei“, wie Cromwell seine Truppe beschrieb, trug gleich bei ihrem ersten wichtigen Einsatz, in der Schlacht von Marston Moor am 2. Juli 1644 entscheidend zum ersten bedeutenden Sieg des Parlamentsheers über die royalistische Armee unter Prinz Ruprecht von der Pfalz bei. In seinem Bericht an das Unterhaus schrieb Cromwell:

„Wir jagten die gesamte Reiterei des Prinzen vom Schlachtfeld. Gott machte sie unter unseren Schwertern zu Stoppeln auf dem Kornfeld. Dann nahmen wir ihre Regimenter zu Fuß mit unserer Kavallerie an und ritten alles zuschanden, was uns in den Weg kam.“

Als siegreicher Militär war Cromwell, der bis dahin keine besondere Rolle im Bürgerkrieg gespielt hatte, nun eine der Schlüsselfiguren des Konflikts.
Nachdem der Oberbefehlshaber des Parlamentsheeres, der Earl of Manchester, die Chancen, die sich nach Marston Moor ergeben hatten, in den Folgemonaten  verschenkte, war Cromwells Einfluss im Unterhaus bereits so groß, dass er Manchesters Abberufung durchsetzen konnte. Darüber hinaus setzte er einen Parlamentsbeschluss zur Schaffung der New Model Army durch, einer Armee neuen Typs, die im Frühjahr 1645 nach dem Vorbild seiner Kavallerietruppe gebildet wurde.
Bereits am 14. Juni 1645 fügte die New Model Army unter Thomas Fairfax den Royalisten in der Schlacht von Naseby die endgültige militärische Niederlage im Bürgerkrieg zu. Auch diesen Sieg verdankte das Parlament wieder ganz wesentlich dem Einsatz der Ironsides.

## Nach dem Bürgerkrieg
Als nach der 1649 erfolgten Hinrichtung Karls I. sein Sohn, der spätere Karl II., mit Hilfe einer schottischen Armee den Thron zurückerobern wollte, schlugen die Ironsides unter Cromwell auch diese Truppen 1650 bei Dunbar und 1651 bei Worcester.